# Vuelo 139 de Sudan Airways
El vuelo 139 de Sudan Airways era un vuelo de pasajeros de Sudan Airways que se estrelló el 8 de julio de 2003 en Puerto Sudán (Sudán). El avión Boeing 737 operaba un servicio de pasajeros interno regular de Port Sudan a Jartum. Unos 15 minutos después del despegue, la aeronave perdió potencia en uno de sus motores, lo que motivó a la tripulación a regresar al aeropuerto para un aterrizaje de emergencia. Al hacerlo, los pilotos perdieron la pista del aeropuerto y el avión descendió hasta que chocó contra el suelo, desintegrándose después del impacto. De las 117 personas a bordo, 116 murieron.
Sigue siendo el peor accidente aéreo en suelo Sudanés. 

## Aeronave
La aeronave involucrada en el accidente era un Boeing 737-2J8C, c/n 21169, registrado ST-AFK. Impulsado por dos motores Pratt & Whitney JT8D-7, realizó su primer vuelo el 29 de agosto de 1975 y fue entregado nuevo a Sudan Airways el 15 de septiembre de 1975. En el momento del accidente, el avión tenía casi 28 años, precisamente 27 años y 9 meses.

## Accidente
El avión había salido de Port Sudan a las 4:00 a. m. (UTC +3), con destino a Jartum. El piloto comunicó por radio unos diez minutos después del despegue sobre un problema con uno de los motores, y que regresaría al aeropuerto para realizar un aterrizaje de emergencia. Sin embargo, el avión cayó al suelo antes de regresar al aeródromo e inmediatamente se incendió.
Todos menos uno de los 117 ocupantes de la aeronave, la mayoría de ellos sudaneses, murieron en el accidente Había tres indios, un británico, un chino, un emiratí y un etíope entre los muertos también. Un niño de dos años fue el único sobreviviente.
El entonces ministro de Relaciones Exteriores de Sudán, Mustafa Osman Ismail, planteó el embargo comercial impuesto por el gobierno de Estados Unidos en 1997 como un factor que contribuyó al accidente, alegando que la aerolínea no pudo obtener repuestos para el mantenimiento de su flota debido a las sanciones La aeronave involucrada en el accidente, en particular, no había sido reparada durante años.

## Galería

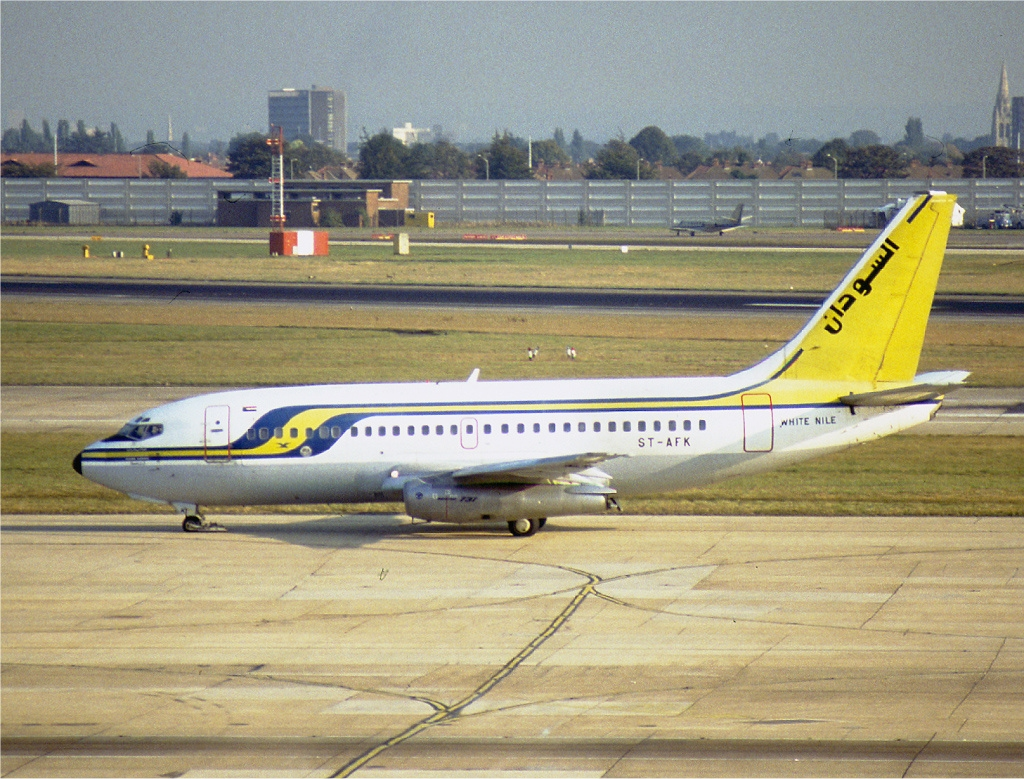
El avión involucrado en el accidente fotografiado en octubre de 1989.
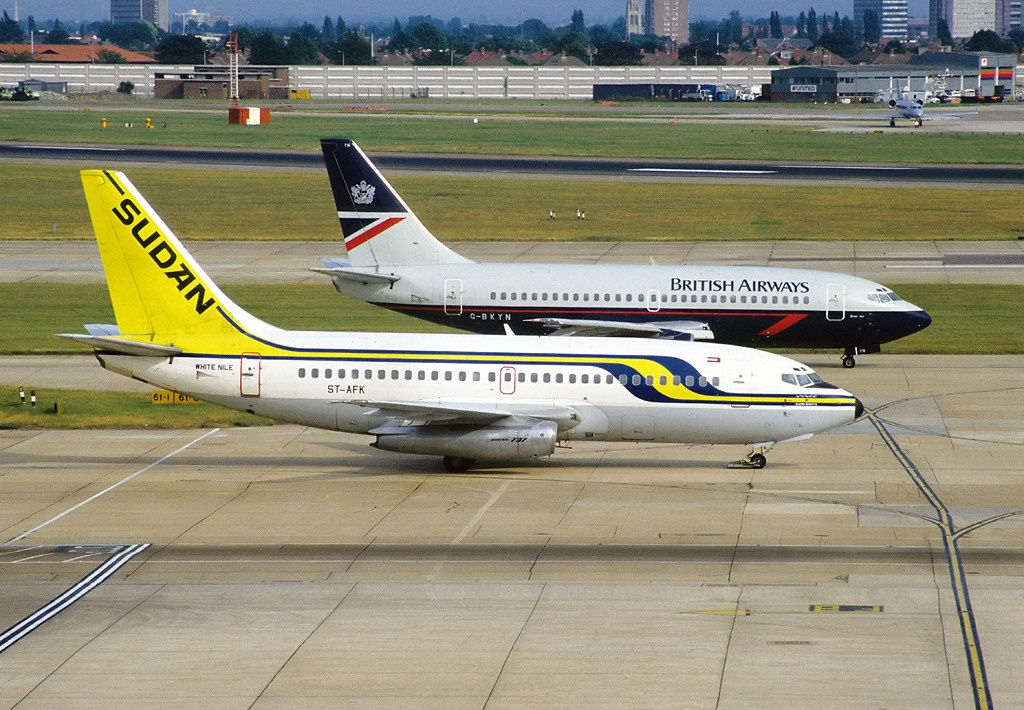
El avión involucrado en el accidente fotografiado en junio de 1992 junto a un Boeing 737-236 de British Airways.